# 蘭丘埃洛
22°20′9″N 80°6′47″W / 22.33583°N 80.11306°W

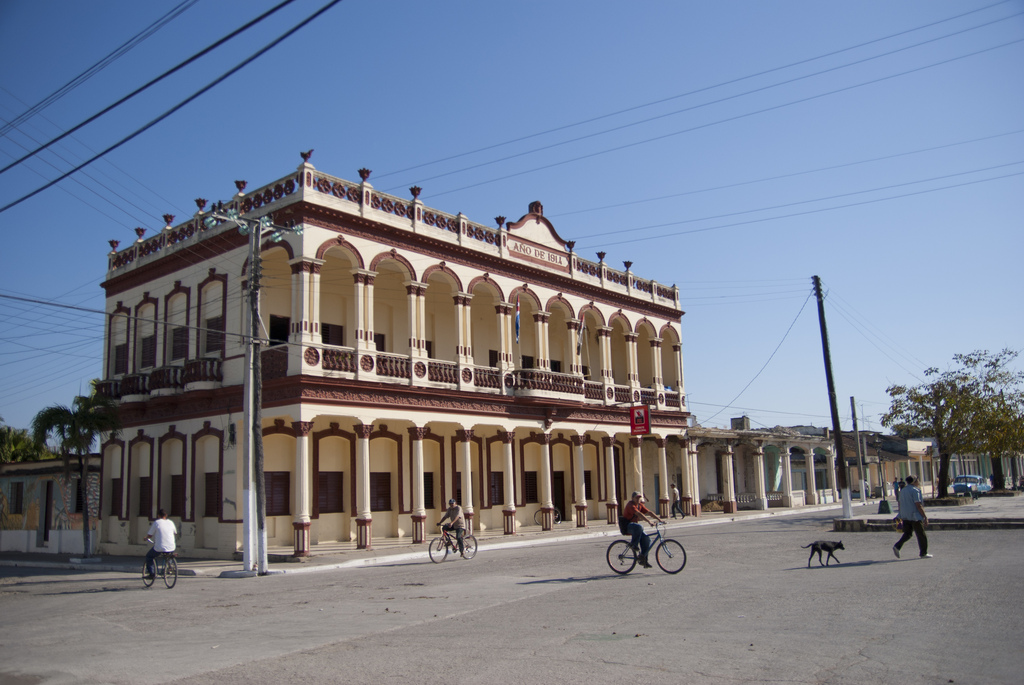

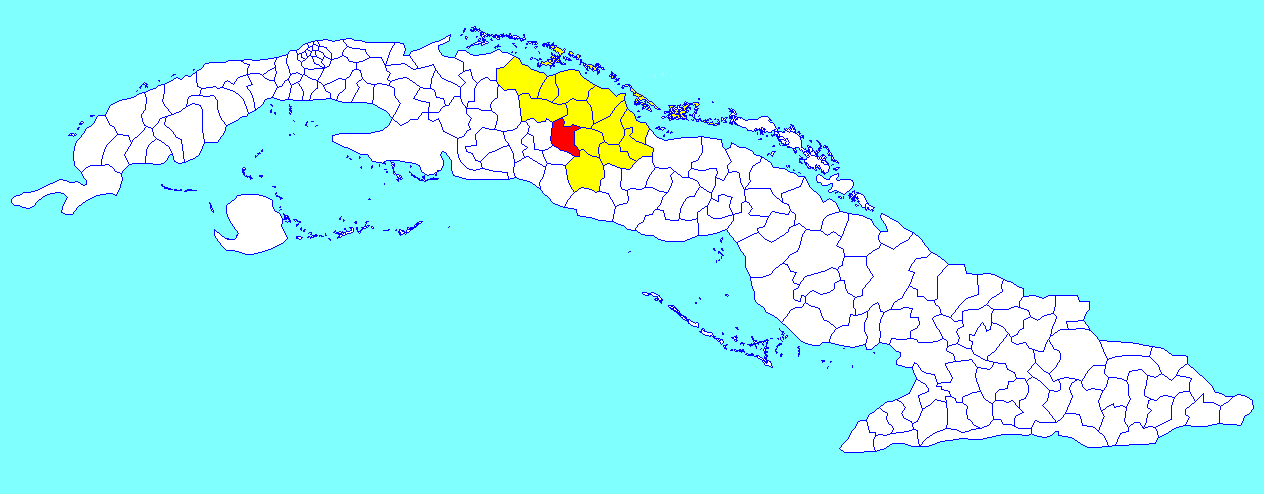

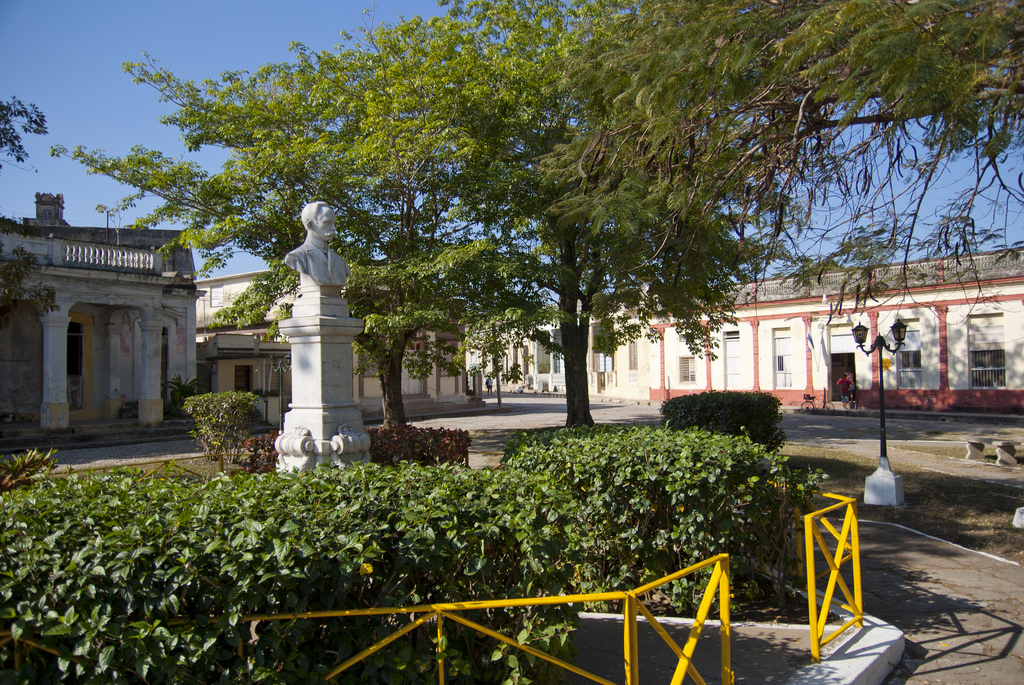

蘭丘埃洛（西班牙語：Ranchuelo），是古巴的城鎮，位於該國中部，由比亞克拉拉省負責管轄，始建於1734年，面積556平方公里，海拔高度125米，2004年人口59,062，人口密度每平方公里106.2人。